# Ramakrishna
Sri Ramakrishna Paramahamsa (Bengali: রামকৃষ্ণ পরমহংস), nascido Gadadhar Chattopadhyay (Bengali: গদাধর চট্টোপাধ্যায়), (Bengala, 18 de Fevereiro de 1836 – Calcutá, 16 de Agosto de 1886) foi um dos mais importantes líderes religiosos Hindus da Índia, e foi profundamente reverenciado por milhões de Hindus e não-Hindus como um mensageiro de Deus. Ramakrishna foi uma figura influente na Renascença Bengali do século XIX.
Swami Vivekananda, um dos seus maiores discípulos descreveu Ramakrishna Paramahamsa como: "Ele que foi Rama, Ele que foi Krishna, agora é Ramakrishna neste corpo."

## Biografia
Historicamente, na Índia, a ênfase dada aos ensinamentos dos santos é pouca, tanto em datas quanto em detalhes. No caso de Ramakrishna entretanto, nós temos um autêntico registro de sua vida e obra.  Isto  foi possível por causa do cuidado que seus discípulos tiveram em preservar apenas os fatos advindos de inúmeras fontes. O crédito principal por preservar estes fatos vai para o Swami Saradananda, um discipulo de Ramakrishna. Ele escreveu uma bibliografia autorizada para marcar a diferença entre os fatos e as histórias que cresciam em volta do nome de Ramakrishna. Um nova tradução em inglês da obra de Swami Chetanananda, hoje está disponível em livrarias.
Entretanto, o melhor registro dos ensinamentos de Sri Ramakrishna, em bengali, Kathamrita, foi escrito por Sri Mahendranath Gupta (Sri M.). A tradução desta obra para língua inglesa, O evangelho de Sri Ramakrishna de Swami Nikhilananda, é certamente o mais amplamente lido. No prefácio da tradução, Nikhilananda menciona: "Eu fiz um tradução literal, omitindo apenas algumas páginas, sem particular interesse para os leitores ingleses". Alguns dizem que destas omissões de Nikhilananda surgem problemas de interpretação do Kathamrita.

### Infância
Gadadhar nasceu na vila de Kamarpukur, que é agora um distrito santificado de Bengali ocidental. Os pais de Gadadhar, Khudiram e Chandramani, eram pobres e sempre tinham grandes dificuldades. Gadadhar era conhecido como mascote da vila. Ele era considerado hábil com as mãos e tinha o dom natural para a arte. Ele, entretanto, não gostava de ir para escola, e não tinha interesse em ganhar dinheiro. Ele adorava a natureza e passava horas nos campos e jardins frutíferos fora da cidade com seus amigos. Ele era visto visitando os monges que faziam o trajeto para Puri. Ele os ajudava e escutava com atenção os debates religiosos que eles frequentemente discutiam. À época dos preparativos para Gadadhar, investido no caminho sagrado (Upanayana), ele declarou que teria sua primeira alma como Brahmin de uma certa mulher da etnia Sudra da vila (os hindus são extremamente precoceituosos e uma sudra é considerada uma intocável). Este foi um choque nos dias em que as tradições exigiam que a primeira alma fosse uma brahmin, mas ele foi inflexivel. Ele disse ter dado a sua palavra à mulher e se ele não mantivesse a sua palavra, que tipo de Brahmin ele poderia ser? Sem argumento, sem apelo, não importando as lágrimas para convencê-lo, ele ficou firme na sua posição. Finalmente, Ramkumar, seu irmão mais velho e cabeça da familia após a morte do seu pai, deu seu consentimento.
Enquanto isso, a condição financeira da familia piorava a cada dia. Ramkumar foi para uma escola de Sânscrito em Calcutá e também serviu como sacerdote purohit para algumas famílias. Nesta época, uma mulher rica de Calcutá, Rani Rashmoni, fundou um templo em Dakshineswar. Ela pediu para que Ramkumar servisse como sacerdote no templo de Kali e Ramkumar concordou. Após certa persuasão, Gadadhar concordou em decorar a deidade. Quando Ramkumar se afastou, Gadadhar tomou seu lugar como sacerdote.

### Devoto de Kali
Ramakrishna começou a vida religiosa como devoto de Deus no seu aspecto feminino, através da forma da Grande Mãe indiana Kali ou Durga, celebrada num grande festival ou Pudja. Quando Gadadhar começou a adorar a divindade Bhavatarini, questionava se estava adorando um pedaço de pedra ou uma deusa. Se ele estava adorando um ser vivo, por que ela não respondia à sua adoração? Esta questão o perturbava dia e noite. Então, ele começou a rezar para Kali: "Mãe, você deu tantas dádivas aos seus devotos no passado e se revelou a eles. Por que não quer se revelar a mim também? Eu não sou também seu filho?"
Ele era conhecido por chorar de forma encarniçada e às vezes ruidosamente enquanto a adorava. Em uma noite, ele foi para um floresta próxima e passou toda a noite rezando. Conta-se que um dia ele estava tão impaciente para ver a mãe Kali que decidiu terminar com a sua vida. Com este intuito, ele pegou uma espada que ficava pendurada na parede e ia usá-la contra si mesmo quando viu uma luz em forma de ondas saindo da imagem da deusa, e foi envolvido por estas ondas, caindo no chão inconsciente.
Gadadhar, insaciável, rezou ainda mais para a Mãe Kali para poder experimentar outras experiências religiosas. Ele queria sobretudo conhecer o que as outras religiões ensinavam de verdadeiro. Estranhamente, estes professores vieram a ele quando foi necessário e ensinaram a ele como trilhar diferentes caminhos espirituais, sendo que, ao praticá-los, ele acabava por alcançar os mesmos êxtases e experiências que tinha ao adorar Kali. Assim, rapidamente ele ficou conhecido e pessoas de todos os locais, posições e religiões começaram a vir ao seu encontro em busca de conselhos sobre a vida espiritual.

### Iniciação
Ramakrishna foi iniciado em Advaita Vedanta por um monge peregrino chamado Totapuri, na cidade de Dakshineswar. Totapuri era "um professor viril de aparência severa e feições ásperas, e uma voz forte". Ramakrishna logo afetuosamente apelidou o monge de Nangta ("homem nu"), por ele ser um sannyasin (renunciante), ele não usava roupas.
"Eu [Ramakrishna] disse a Totapuri em desespero: 'Isto não é bom. Eu nunca serei capaz de libertar o meu espírito para um estado incondicionado e estar face a face com o Atman.' Ele [Totapuri] repreendeu severamente: 'O que você quer dizer com não pode? Você deve!'. Olhando então para ele, ele achou um pedaço de vidro. Ele pegou e bateu num ponto entre as minhas sobrancelhas e disse: 'Concentre sua mente neste ponto.' [...] A última barreira desaparecerá e meu espírito imediatamente precipitou-se para além do plano de condicionamento. Eu me perdi em samadhi.
Após a partida de Totapuri, Ramakrihsna permaneceu por seis meses em estado de contemplação: "Por seis meses, eu [Ramakrishna] permaneci em um estado do qual homens normais nunca voltaram; geralmente o corpo despenca, após três semanas, como uma casca vazia. Eu não tinha consciência do dia e da noite. Moscas entravam em minha boca e nariz como se eu fosse um corpo morto, mas eu não os sentia. Meu cabelo ficou emaranhado com poeira."

### Casamento
Rumores de que Ramakrishna havia ficado louco em consequência do excesso de exercícios espirituais se espalharam por Kamarpukur. Os vizinhos, alarmados, aconselharam a mãe de Ramakrishna que ele deveria se casar, de modo que estaria mais ciente de suas responsabilidades para com sua família. Longe de opor-se ao casamento, o próprio Ramakrishna indicou Jayrambati, três milhas ao noroeste de Kamarpukur, como a aldeia onde sua noiva podia ser achada, na casa de um Mukherjee de Ramchandra. A noiva de seis anos, Sri Sarada, foi achada e o casamento foi devidamente realizado.
Sri Devi Sarada foi a primeira discípula de Ramakrishna. Ele tentou ensinar à sua esposa tudo que aprendeu com seus vários Gurus. Acredita-se que ela tenha dominado cada segredo religioso com a mesma rapidez que Ramakrishna. Impressionado por seu potencial religioso, ele começou a tratá-la como a Mãe Universal e executou um Puja considerando Sarada como verdadeira Tripura Sundari Devi. Disse, "considero você como a própria Mãe, a Mãe que está no templo". Os ensinamentos de Ramakrishna impressionaram sobremaneira Sarada Devi, de modo que ela posteriormente tornou-se como uma mãe para seus discípulos mais jovens, e também para a humanidade inteira. No começo, Devi Sarada era tímida sobre este papel, mas lentamente, encheu-se com coragem.
A renúncia de Sri Sarada Devi é mencionada por devotos como uma qualidade chamativa que ela compartilhou com seu marido de forma semelhante, senão além. A natureza verdadeira de seu relacionamento com Ramakrishna está além da compreensão das mentes comuns. Sri Ramakrishna concluiu, depois de casar-se com ela, que seu relacionamento e atitude em direção a ele firmemente foram baseados numa conduta totalmente espiritual. Os devotos acreditam que apesar de compartilharem uma vida juntos, dia e noite, nenhum dos dois pensou no outro de outra forma que não a espiritual. Conta-se que tal relacionamento divino entre duas almas de gênero oposto é rara e sem registros religiosos, não conhecido em qualquer das bibliografias do passado. Depois da morte de Ramakrishna, Devi Sharada tornou-se uma professora religiosa.

### Vida posterior
Ele logo veio a ser conhecido como Ramakrishna Paramahansa, e como um magneto, começou a atrair discípulos genuínos. Ensinou incansavelmente por quinze anos por meio de parábolas, metáforas, canções e acima de tudo pela própria vida as verdades básicas da religião. Ele desenvolveu câncer de garganta e atingiu o Mahasamadhi numa Casa de Jardim em Cossipore no dia 16 de agosto de 1886, deixando para trás um grupo de 16 jovens discípulos encabeçados pelo santo-filósofo, sábio e orador, Swami Vivekananda. Entre seus contemporâneos, Keshab Chandra Sen e Pandit Ishwar Chandra Vidyasagar, líderes religiosos bastante conhecidos na época, eram seus admiradores.

## Perspectivas Religiosas

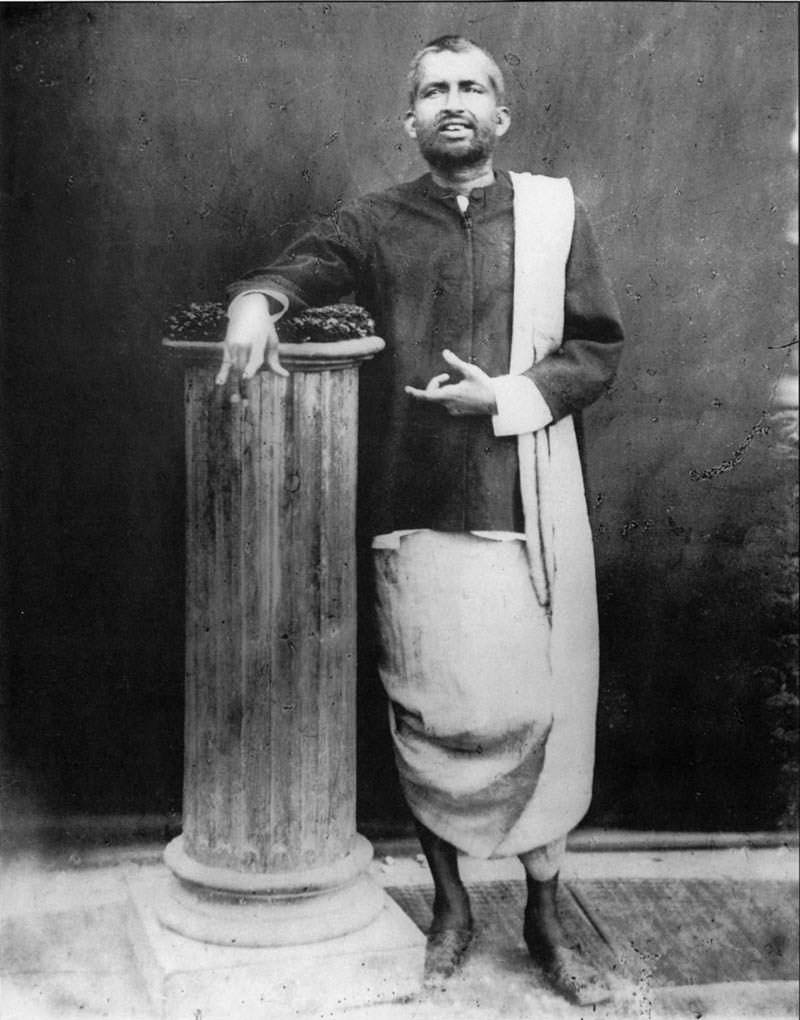
Ramakrishna (1881, Calcutá)

### Ensinamentos
Ramakrishna enfatizava que a realização divina era a meta suprema de todos os seres vivos. Por conseguinte, para ele a religião servia como meio para atingir esta meta. A realização mística de Ramakrishna, classificada pela tradição Hindu como nirvikalpa samadhi (literalmente, "meditação constante", através da absorção de tudo ao seu redor), levou-o a acreditar que as várias religiões são caminhos para alcançar o Absoluto, e que a definitiva realidade nunca poderia ser expressa em termos humanos. Isto estava de acordo com o que declara o Rigveda: "A verdade é única mas os sábios a chamam por diversos nomes." Como resultado desta opinião, Ramakrishna passou períodos inteiros da sua vida praticando de acordo com seu entendimento o Islã, o Cristianismo, vários tipos de Yoga e seitas Tântricas dentro do  Hinduísmo.
Devotos acreditam que a realização de Ramakrishna, o nirvikalpa samadhi também levou-o a um entendimento dos dois lados de maya (ilusão), que são referidos como avidyamaya e vidyamaya:  Ele explica que avidyamaya representa as forças obscuras da criação (desejo sensual, paixões malignas, cobiça, luxúria e crueldade), que mantêm o mundo nos planos baixos de consciência. Estas forças são responsáveis pelo aprisionamento dos humanos no ciclo de nascimento e morte, e devem ser combatidas até desaparecerem. Vidyamaya, por outro lado, representa as mais altas forças da criação (virtudes espirituais, qualidade iluminadas, bondade, pureza, amor e devoção), que elevam o seres humanos aos mais altos planos de consciência. Com a ajuda de vidyamaya, ele disse que os devotos poderiam se livrar de avidyamaya e atingir a meta definitiva da existência mayatita - isto é, libertar-se de maya.
Ramakrishna declarou: "jatra jiv tatra Shiv" ("onde está um ser vivo, está Shiva") através da sua percepção não-dual (advaita) da realidade. Isto levou-o a ensinar a seus discípulos "jive daya noy, Shiv gyane jiv seba" ("não se deve apenas ser gentil com os seres vivos, mas servir os seres vivos como se fossem o próprio Shiva").
Embora Sri Ramakrishna fosse analfabeto ele entendia complexas filosofias. De acordo com ele o universo visível e todos os outros universos (brahmanda) são apenas bolhas emergindo de um oceano de inteligência (Brahman) (Gospel de Ramakrishna, vol. 4).
Os conceitos chave nos ensinamentos de Ramakrishna são:
- A unicidade da existência;
- A divindade de todos os seres vivos;
- A unidade de Deus e a harmonia das religiões;
- A principal amarra na vida humana é a luxúria e a cobiça (kamini e kanchana, em Bengali).

Uma parte da sua vida e ensinamentos é recordada por seu discípulo, Mahendranath Gupta, conhecido como "M", no Kathamrita, que nos mostra a forma distinta que Ramakrishna usava em suas conversas, seu profundo emprego de metáforas e parábolas, seu característico humor e seu frequente uso do dialeto Bengali.
Como Adi Sankara fez mais de mil anos antes, Ramakrishna Paramahamsa revitalizou o Hinduismo que tinha sido fragilizado com o excessivo ritualismo e superstição no século XIX e ajudou a melhorar a resposta ao desafio do Islamismo, Cristianismo e o alvorecer de uma nova era. Entretanto, diferentemente de Adi Sankara, Ramakrishna desenvolveu ideias sobre o pós-samadhi, como sendo a ascendência da consciência no mundo fenomênico, que ele descreveu com o termo Vignana. Enquanto ele defendeu a suprema validade do Advaita Vedanta, ele também proclamou aceitar ambos o Nitya (Eterno Substrato) e o Lila (a dinâmica fenomênica da Realidade) como um aspecto de Brahman.
A idea da ascendência da consciência mostra a influencia pelo movimento Bhakti e certa sub-escolas do Shaktismo no pensamento de Ramakrishna. A ideia mais tarde influenciou a visão de Aurobindo sobre a vida divina na Terra.

## A Influência de Ramakrishna
Nascido durante uma revolta social em Bengali em particular e na Índia em geral, Ramakrishna e seu movimento foram importantes influenciadores dos rumos que o Hinduísmo e o nacionalismo indiano tomariam nos anos seguintes.

### Hinduísmo
Pode-se dizer que de certa maneira a Renascença Hindu que a Índia experimentou no século XIX foi impulsionada por sua vida e obra. Embora o Brahmo Samaj e o Aryal Samaj precedam a Missão de Ramakrishna, sua influência foi limitada num nível mais amplo. Com o surgimento da Missão, no entanto, a situação mudou dramaticamente. A Missão de Ramakrishna foi fundada por Ramakrishna quando distribuiu o plano da renúncia a seus discípulos diretos. Isto é corroborado por Vivekananda, quando diz que sem a graça do Thakur nada teria sido possível. Muitos seguidores de Ramakrishna acreditam que Vivekananda agiu como mensageiro do mestre no Ocidente e doravante ajudou na realização de sua missão espiritual.
O Hinduísmo encarou o desafio intelectual do século XIX, dos ocidentais e Indianos de forma diferente. A prática Hindu de adoração de ídolos esteve sob intensa pressão especialmente em Bengali, até então o centro da Índia Britânica, e foi declarado intelectualmente insustentável. A resposta a isto foi variada: movimentos de jovens de Bengali abandonaram o Hinduísmo e abraçaram o Cristianismo ou o ateísmo, o movimento de Brahmo manteve a primazia do Hinduísmo, mas desistiu da adoração de ídolos e lançou o nacionalismo Hindu de Bankim Chandra Chattopadhyay. A influência de Ramakrishna foi crucial neste período de renovação para as tradições Hindus, e pode ser comparada a contribuição de Chaitanya Mahaprabhu nos séculos anteriores, quando o Hinduísmo em Bengali esteve sob pressão similar com o crescimento da força do Islã.
É difícil dar uma descrição ampla da influência de Ramakrishna sobre o Hinduísmo, e de quão profunda ela foi, mas algumas de suas contribuições mais importantes não podem deixar de ser percebidas. Na adoração da Murti da mãe Kali, ele questionava a razão da adoração de ídolos – se estava adorando um pedaço de pedra, uma deusa viva ou um ser vivo, porque ela não respondia a suas preces. Ele foi tranquilizado várias vezes por experiências que mostraram a ele que ela estava presente. Muitos foram convertidos por ele, o que reforçou as velhas tradições que tiveram um holofote sobre as mesmas neste momento. Ramakrishna também excursionou por outras versões de religião, declarando Joto mot toto path. Em Bengali, isto significa Toda opinião leva ao caminho. Ele adotou um nome claramente Vaishnavita (Rama e Krishna foram encarnações de Vishnu), mas ele era devoto de Kali, a deusa mãe, e era conhecido por seguir varias outras religiões incluindo o Tantrismo, o Cristianismo e o Islã.

### Nacionalismo indiano
O impacto do Ramakrishna no crescente nacionalismo indiano foi um pouco mais indireto, mas bastante notável. Um grande número de intelectuais dessa época tiveram reuniões regulares com ele e o respeitavam, embora nem todos necessariamente concordassem com ele nas questões religiosas. Numerosos membros do Brahmo Samaj respeitavam-no. Uma declaração semelhante pode ser feita sobre o fato de Ishwar Chandra Vidyasagar e Ramakrishna terem-se em alta estima, apesar do primeiro ser um ateu declarado.

### Vivekananda e a Sucessão de Ramakrishna
Vivekananda, o mais ilustre discípulo de Ramakrishna, é considerado por alguns como seu mais importante sucessor.

### Influência no Mundo Contemporâneo
Pode-se argumentar que a visão de Ramakrishna do Hinduísmo, e sua popularização por conversões ocidentais como a de Christopher Isherwood, em grande parte tingiu noções ocidentais ao Hinduísmo. As crenças de Ramakrishna, junto com seus seguidores, eram todas Smarta. Outros, como Andrew Harvey e Ken Wilber, vê o começo de uma nova consciência planetária com a vida de Ramakrishna. Alguns leitores vêem as concepção de Ramakrishna de Brahman como uma analogia à TEORIA-M (a teoria das cordas de 11 dimensões).

## Citações
- "O conhecimento leva a união. A ignorância, a desunião."
- "O homem se torna o que ele pensa."
- "O número de opiniões equivale ao número de caminhos."(Jata mat tata path)

## Outras leituras
- Gupta, Mahendranath. O Gospel de Sri Ramakrishna (trandução do Bengali por Swami Nikhilananda; Joseph Campbell e Margaret Woodrow Wilson, assistentes de tradução - veja o prefacio; introdução por Aldous Huxley) (I & II)
- C. Rajagopalachari, Sri Ramakrishna Upanishad
- Swami Saradananda, Ramakrishna e seu Divina peça ISBN 0-916356-65-5
- Romain Rolland, A vida de Ramakrishna
- Christopher Isherwood, Ramakrishna e seus discipulos
- Ramakrishna: a biography in pictures
- Swami Chetanananda, Ramakrishna as we saw Him
- Lex Hixon, Great Swan: Meetings with Ramakrishna ISBN 0-943914-80-9
- Hans Torwesten, Ramakrishna and Christ, or, The paradox of the incarnation ISBN 81-85843-97-X
- Paul Hourihan, Ramakrishna and Christ: The Supermystics ISBN 1-931816-00-X